# Eudolichura
Eudolichura é um gênero de mariposa pertencente à família Acrolepiidae.